# Lav Mazzura
Lav Mazzura (Zagreb, 7. siječnja 1876. – Zagreb, 28. ožujka 1930.) je bio hrvatski odvjetnik i političar. Sin je hrvatskog političara, tiskara i publicista Šime Mazzure.

## Životopis
Studirao je pravo u Zagrebu i Pragu. Nakon studija bio je jednim od čelnih osoba Hrvatske napredne omladine. Pisao je za Obzor, Riečki novi list i Hrvatski sokol. 
1902. osnovao je i uređivao list Hrvatsku misao, smotru za narodno gospodarstvo, književnost i politiku. Također je bio osnovao i uređivao list Hrvatski pokret.
Nakon 1905. Lorković i Mazzura su kao Hrvati, a Pribićević i Jovan Banjanin isticali su se kao čelnici mladeških organizacija, a poslije kao vodeći ljudi Hrvatsko-srpske koalicije.
Uredio je izdanje Prvi hrvatski svesokolski slet u Zagrebu : dana 1., 2., 3. i 4. rujna god. 1906.
Kao član Hrvatsko-srpske koalicije ušao je u Hrvatski sabor i u zajednički Hrvatsko-ugarski sabor gdje je bio zastupnik od 1910. do 1913. godine. 
Radi oslobađanja Međumurja 1918., u Zagrebu je odvjetnik dr. Lav Mazzura organizirao "Dobrovoljačku sokolsku legiju" pod zapovjedništvom poručnika fregate Roberta Antića. Nju su činili hrvatski mornari bivše austro-ugarske ratne mornarice.
Na dužnosti državnog odvjetnika za grad Zagreb bio je od 1919. godine.